# آیوات (توفان بی‌لی)
آیوات (به ترکی استانبولی: Ayvat) یک منطقهٔ مسکونی در ترکیه است که در توفانبیلی واقع شده‌است.